# Елена Палеологина (дъщеря на деспот Димитър Палеолог)
Елена Палеологина (на гръцки: Παλαιολογίνα ῾Ελένη, 23 април 1442 – 1470/1471) е византийска принцеса от средата на XV век, дъщеря на морейския деспот Димитър Палеолог, който е брат на последния византийски император Константин XI Палеолог. След завладяването на Пелопонес от турците през 1460 г. Елена Палеологина е отведена в харема на султан Мехмед II Завоевателя, но скоро след това той я отпраща да живее в провинцията, вероятно страхувайки се да не бъде отровен от нея. Предоставена ѝ е пожизнена пенсия и имение в Одрин, където остава да живее до края на живота си през 1470/71 г.

## Биография
Елена Палеологина е родена на 23 април 1442 г. Дъщеря е на Димитър Палеолог и втората му съпруга Теодора Асенина. Бащата на Елена е син на византийския император Мануил II Палеолог и по-малък брат на византийския император Константин XI Палеолог, а майка ѝ била дъщеря на Павел Асен и произхождала от рода на българските царе. Към момента на раждането на Елена, баща ѝ е деспот на Месемврия, но по-късно през същата година получава управлението на остров Лемнос. Там семейството живее до 1449 г., когато се премества в Мистра на Пелопонес, където деспот Димитър Палеолог получава като апанаж югоизточната част на Морея.
През 1455 г. деспот Димитър Палеолог решава да сключи династичен съюз с арагонския крал Алфонсо V, като омъжи дъщеря си за внук му. Планираният брак между Елена и арагондкия инфант е провален от султан Мехмед II, който през 1458 г. предприема поход в Морея под предлог, че деспот Константин и брат му Тома не са изплатили ежегодния си васален данък към султана. Тогава Мехмед II обявил и намерението си да да вземе Елена за своя жена.
Между 1459 и 1460 г. бащата на Елена и чичо ѝ Тома водят гражданска война помежду си, оспорвайки си властта над Морея. Войната завършва през 1460 г с намесата на султан Мехмед II, който ликвидирал независимостта на Морея и окончателно я включил в границите на владенията си. Докато чичо ѝ семейството му успяват да се евакуират от Пелопонес, деспот Димитър решава да остане в Мистра и да се предаде без бой на турския султан. Деспотът обаче успял да изпрати Елена и майка ѝ в Монемвасия преди пристигането на турците. На 31 май Мехмед II пристига в Мистра и се среща с уплашения Палеолог, от когото поискал да отзове съпругата и дъщеря си обратно в Мистра, откъдето те трябвало да поемат заедно със султана към Ондрин. Намеренията на Мехмед били да отведе Елена в харема си, където да повери нея и майка ѝ на грижите на своте евнуси. Византийският хронист Михаил Спандунис обаче съобщава, че след като деспот Димитър предал Пелопонес на султана, който му обещал да се ожени за единствената му дъщеря и наследница, Мехмед II променил намеренията си и Елена завършила дните си в Одрин. Причините тя да не остане в харема на султана са неясни, но според някои Мехмед II се е страхувал да не бъде отровен от момичето. На Елена е отпусната пожизнена пенсия и ѝ е предоставен собствен дом в Одрин, където тя прекарва остатъка от живота си. Умира при неизяснени обстоятелства наскоро след баща – между септември 1470 и август 1471 г.. Според версията, разказана от историка Сфранцес, Елена Палеологина умира през лятото на 1467 г., когато в Константинопол, Одрин и Галиполи избухнала голяма чумна епидемия, отнела живота на десетки хиляди, а покрусените ѝ родители се оттеглили в манастир и починали на следващата година. Според една монодия, посветена на принцесата, тя завещала бижутата си на Вселенската патриаршия.

## Цитирана литература
- Божилов, Иван (1994). Фамилията на Асеневци (1186 – 1460). Генеалогия и просопография. София: Издателство на БАН „Марин Дринов“, https://djvu.online/file/dujTvm6kCmbQL
- Babinger, Franz (1992). Mehmed the Conqueror and His Time, Bollingen Series 96, Translated from the German by Ralph Manheim. Edited, with a preface, by William C. Hickman. Princeton, New Jersey: Princeton University Press
- Gilliland Wright, Diana (2013). The Fair of Agios Demetrios of 26 October 1449: Byzantine-Venetian Relations and Land Issues in Mid-Century. – Byzantine and Modern Greek Studies, 37(1),  63–80, doi:10.1179/0307013112Z.00000000019, https://www.researchgate.net/publication/272223892
- Harris, Jonathan (2010). The End of Byzantium. New Haven: Yale University Press, ISBN 978-0300117868, JSTOR j.ctt1npm19, http://jstor.org/stable/j.ctt1npm19
- Nicol, Donald M. (1992). The Immortal Emperor: The Life and Legend of Constantine Palaiologos, Last Emperor of the Romans. Cambridge: Cambridge University Press, ISBN 978-0511583698
- Runciman, Steven (2009). Lost Capital of Byzantium: The History of Mistra and the Peloponnese. New York: Tauris Parke Paperbacks, ISBN 978-1845118952
- Spandounes, Theodore (1997), Nicol, Donald M. (ed). On the Origins of the Ottoman Emperors. Cambridge: Cambridge University Press, ISBN 0-521-58510-4, https://books.google.com/books?id=OEvWBG6Ct3YC&q=Demetrios%27s+daughter
- ((de)) Trapp, Erich; Beyer, Hans-Veit; Walther, Rainer et al. (2001) [1976–1996]. 21363 Παλαιολογίνα, ῾Ελένη (Palaiologina, Helena). – Prosopographisches Lexikon der Palaiologenzeit, CD-ROM. Wien: Verlag der Österreichischen Akademie der Wissenschaften, ISBN 3-7001-3003-1, https://archive.org/details/ErichTrappProsopographischesLexikonDerPALAIOLOGENZEIT/mode/2up

|  | Тази страница частично или изцяло представлява превод на страницата Helena Palaiologina (daughter of Demetrios) в Уикипедия на английски. Оригиналният текст, както и този превод, са защитени от Лиценза „Криейтив Комънс – Признание – Споделяне на споделеното“, а за съдържание, създадено преди юни 2009 година – от Лиценза за свободна документация на ГНУ. Прегледайте историята на редакциите на оригиналната страница, както и на преводната страница, за да видите списъка на съавторите. ВАЖНО: Този шаблон се отнася единствено до авторските права върху съдържанието на статията. Добавянето му не отменя изискването да се посочват конкретни източници на твърденията, които да бъдат благонадеждни. |